# Tazumuddin Upazila
Tazumuddin Upazila är ett underdistrikt i Bangladesh.   Det ligger i provinsen Barisal, i den södra delen av landet, 150 km söder om huvudstaden Dhaka.
Trakten runt Tazumuddin Upazila består till största delen av jordbruksmark.